# 黛安·洛克
黛安·洛克（英語：Diane S. Roark，1948年—）是一名美國舉報人，美國眾議院情報委員會的前工作人員。

## 生平
1981年起在美國能源部工作。1985年至2002年期間，擔任美國眾議院情報委員會的工作人員。
在眾議院情報委員會工作期間，洛克負責監督美國國家安全局。她批評了美國國家安全局的「追蹤者計劃」，並支持其競爭對手、由威廉·賓尼等人開發的「ThinThread」。
2001年九一一事件發生後，威廉·賓尼找到洛克，向她通報了小布希政府的國內監控計劃。
2002年9月，洛克與前國家安全局僱員威廉·賓尼、J·柯克·韋伯、愛德華·盧米斯共同向國防部監察長辦公室致信投訴國家安全局「追蹤者計劃」當中存在的浪費、欺詐和濫用行為。
在《紐約時報》於2005年12月發表一篇披露了美國國家安全局的秘密國內間諜計劃的報導後，賓尼、韋伯和洛克皆被有關部門假定為向媒體洩密的主要嫌疑人。洛克說她並沒有跟任何《紐約時報》的人談過話。但她因此開始受到聯邦調查局的調查。 
2007年7月26日，十幾名聯邦調查局特工突擊搜索了洛克的住家，帶走了10箱文件、一台桌上型電腦以及一台印表機和傳真機。 
2012年，洛克在地區法院起訴聯邦政府，以試圖索回她被扣押的財產。
2015年8月，洛克與賓尼等五人起訴美國司法部、美國國家安全局、聯邦調查局及其六名前任主管（包括麥可·海登、基思·亞歷山大和羅伯特·穆勒在內），稱其違反《吹哨人保護法》、並侵犯了他們的權利。

## 外部連結
- 黛安·洛克在互联网电影资料库（IMDb）上的資料（英文）
- C-SPAN內的頁面（英文）